# Hermogène (magicien)
Pour les articles homonymes, voir Hermogène.

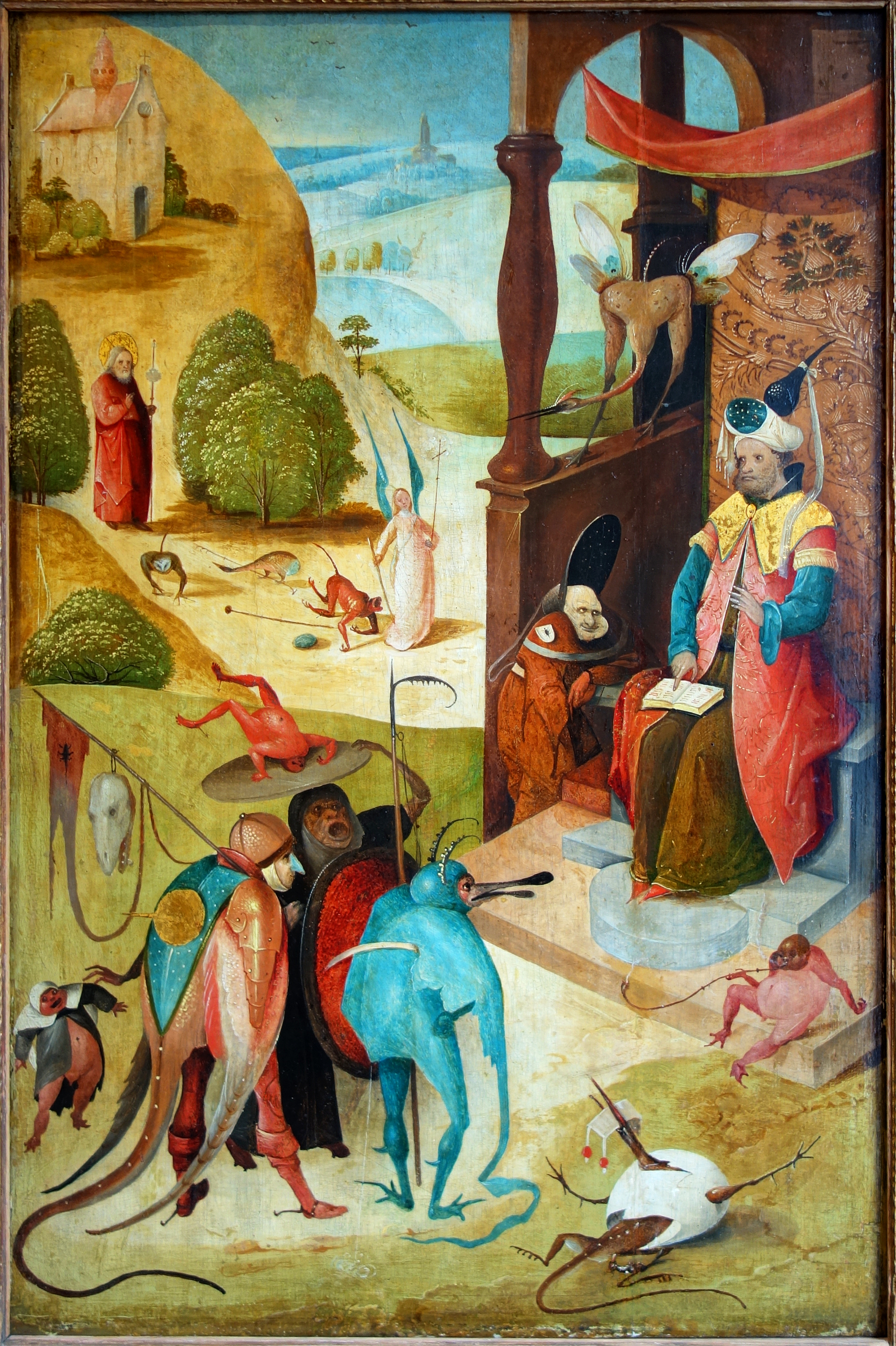
Suiveur de Jérôme Bosch, Saint Jacques le Majeur et le magicien Hermogène, troisième quart du XVI, huile sur bois,, Musée des beaux-arts de Valenciennes.

Le magicien Hermogène (Hermogenes dans le texte latin), adversaire puis disciple de Jacques le Majeur, est un personnage des Virtutes Apostolorum et de La Légende dorée censé avoir vécu en Judée au premier siècle de l'ère chrétienne.

## Légende
Malgré son prénom païen, Hermogène est présenté par Jacques de Voragine comme « un docteur célèbre parmi les pharisiens ». Le pseudo-Abdias de Babylone précise qu'il s'oppose alors au christianisme en affirmant que Jésus n'est pas le fils de Dieu. Hermogène est aussi décrit par les deux hagiographes comme un magicien pratiquant des sortilèges et capable de commander à des démons volants. Il a pour disciple un certain Philétus (ou Philétas, ou Philète, ou Philet).
Le nom de ce dernier fait peut-être référence à la Deuxième épître à Timothée (ch. 2, v. 16) dans laquelle Paul de Tarse mentionne « Hyménée et Philète » parmi ceux « qui se sont détournés de la vérité ». Au début de cette même lettre, Paul précise : « tous ceux qui sont en Asie m’ont abandonné, entre autres Phygelle et Hermogène » (ch. 1, v. 15).

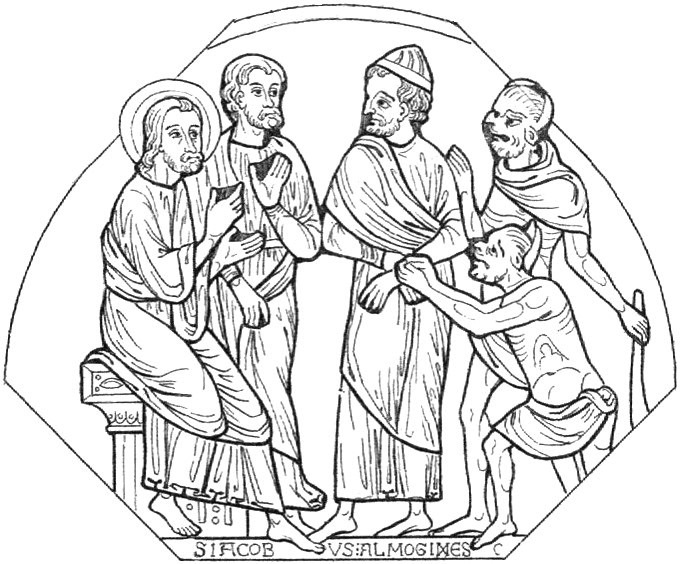
Les démons conduisent Hermogène (Almogines) devant saint Jacques et Philétus. Gravure du XIX d'après un vitrail du XIII dans la cathédrale de Chartres.

Quand l'apôtre Jacques retourne en Judée après avoir prêché en Espagne, Hermogène tente de lui faire renoncer à sa foi par l'intermédiaire de Philétus. Or, c'est ce dernier qui revient converti de la rencontre. En colère contre son disciple, Hermogène le lie par des sortilèges l'empêchant d'effectuer le moindre mouvement. Informé par l'intermédiaire d'un serviteur, Jacques fait parvenir à Philétus un manteau miraculeux qui le délivre de ce sort.
L'enchanteur ordonne alors aux démons d'aller capturer Jacques et Philétus. En chemin, les esprits malins sont interceptés par un ange, qui les enchaîne et les tourmente. Ainsi soumis, ils viennent implorer la pitié de Jacques, qui leur demande alors de lui apporter Hermogène, entravé mais sain et sauf. La vengeance ainsi que la conversion sous la contrainte étant contraires à ses préceptes religieux, Jacques libère son adversaire et lui donne son bâton afin de le protéger des démons.
Hermogène renonce alors à ses livres de magie, qu'il jette à la mer après avoir voulu les brûler, Jacques craignant d'incommoder ou d'alarmer le voisinage par la fumée issue de cette crémation. Le magicien repenti se convertit ainsi au christianisme avant de devenir le disciple de Jacques.

## Iconographie
La 5e verrière du déambulatoire de la cathédrale de Chartres, réalisée vers 1210-1225, contient l'une des représentations les plus anciennes et les plus complètes de la légende d'Hermogène.

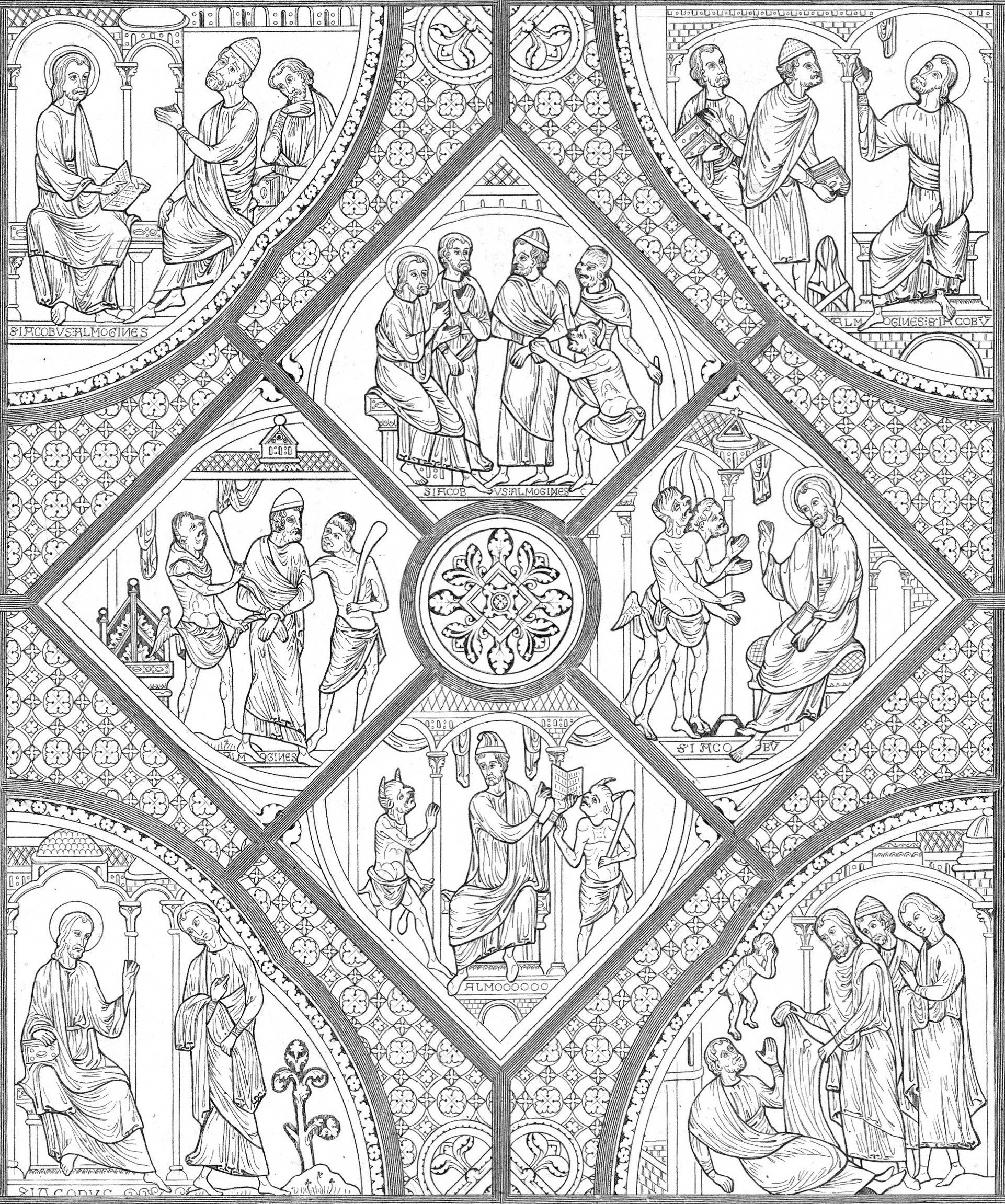
Détail de la 5e verrière du déambulatoire de la cathédrale de Chartres (v. 1210-1225), gravure d'après un dessin de Paul Durand effectué sous la direction de Jean-Baptiste Lassus, 1867.
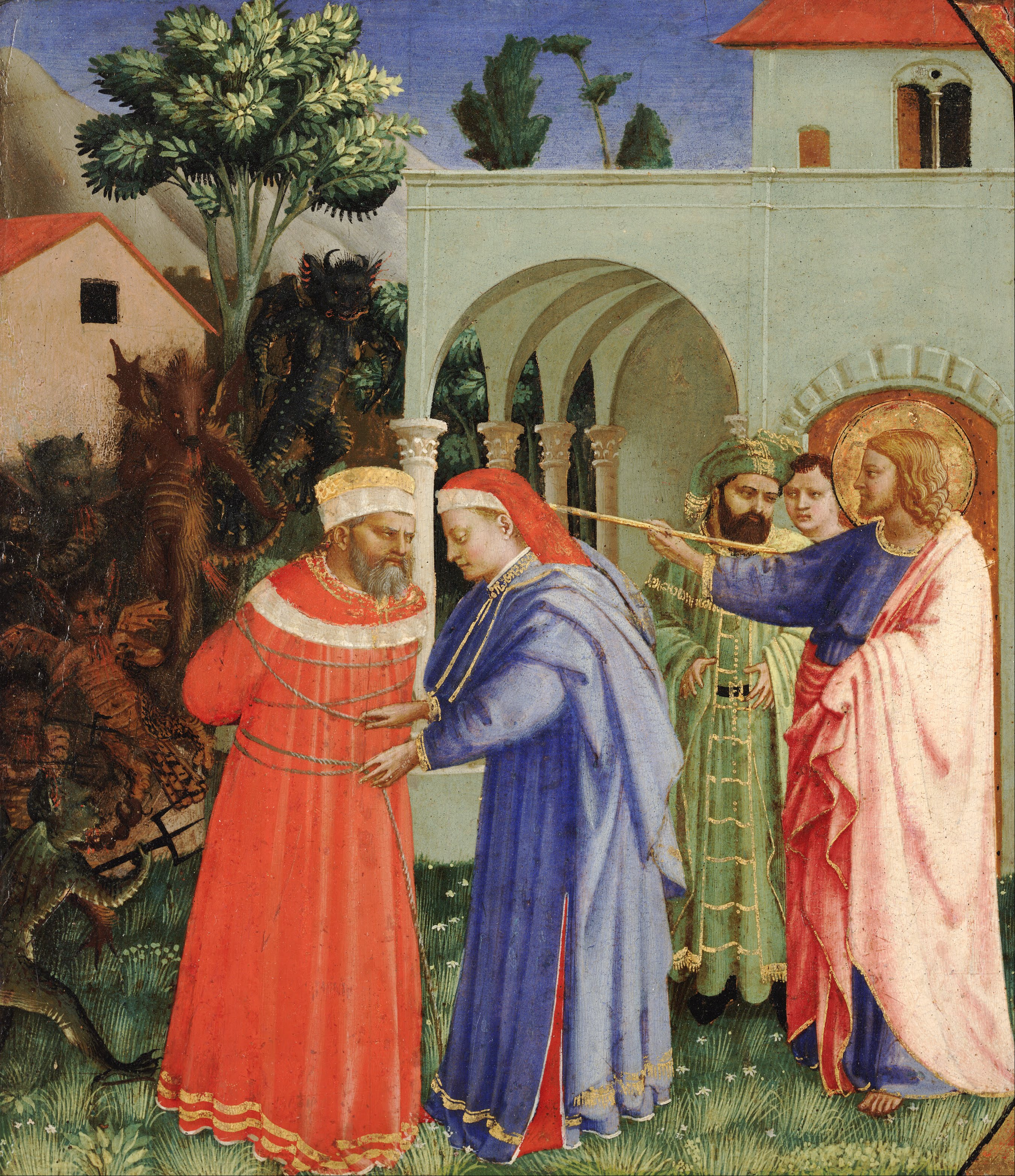
Fra Angelico, Saint Jacques faisant libérer Hermogène, vers 1426-1429, tempera sur bois, 26,8 × 23,8 cm, Fort Worth, Musée d'art Kimbell.
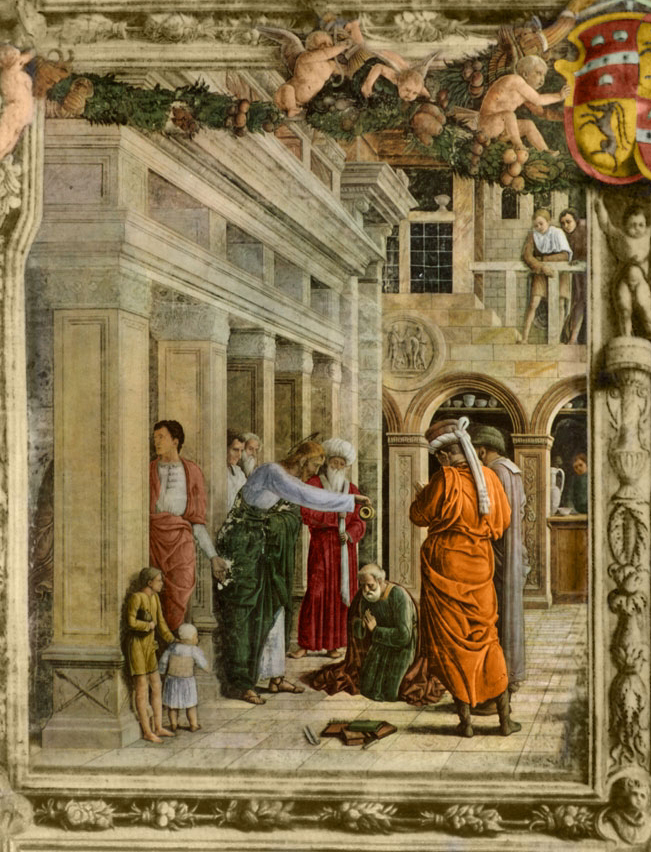
Andrea Mantegna et Niccolò Pizzolo, Saint Jacques baptisant Hermogène, 1447-1456, fresque de la chapelle Ovetari de l'église des érémitiques de Padoue (détruite en 1944).
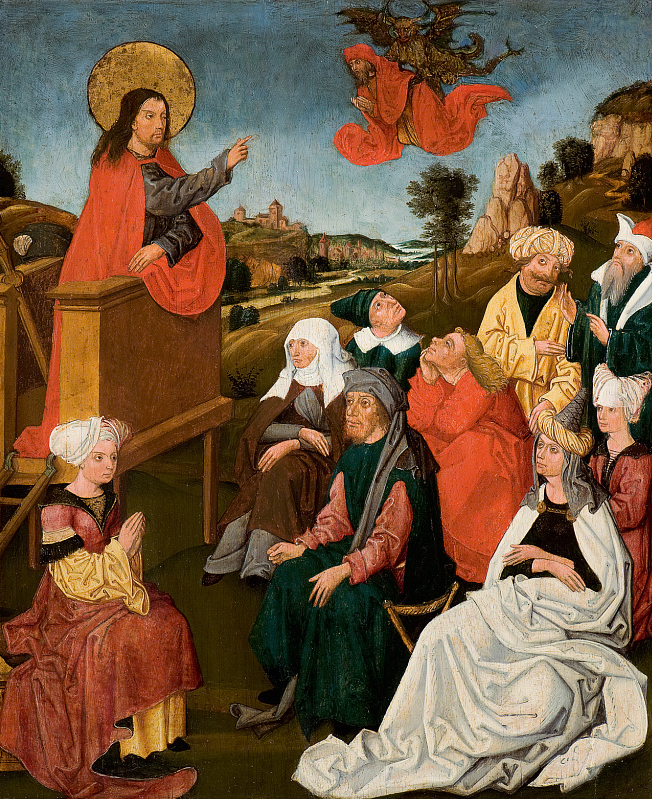
Anonyme (Allemagne du Sud), Prédication de saint Jacques, seconde moitié du XVe siècle, huile et tempera sur bois, 44,5 × 37 cm, lieu de conservation inconnu.
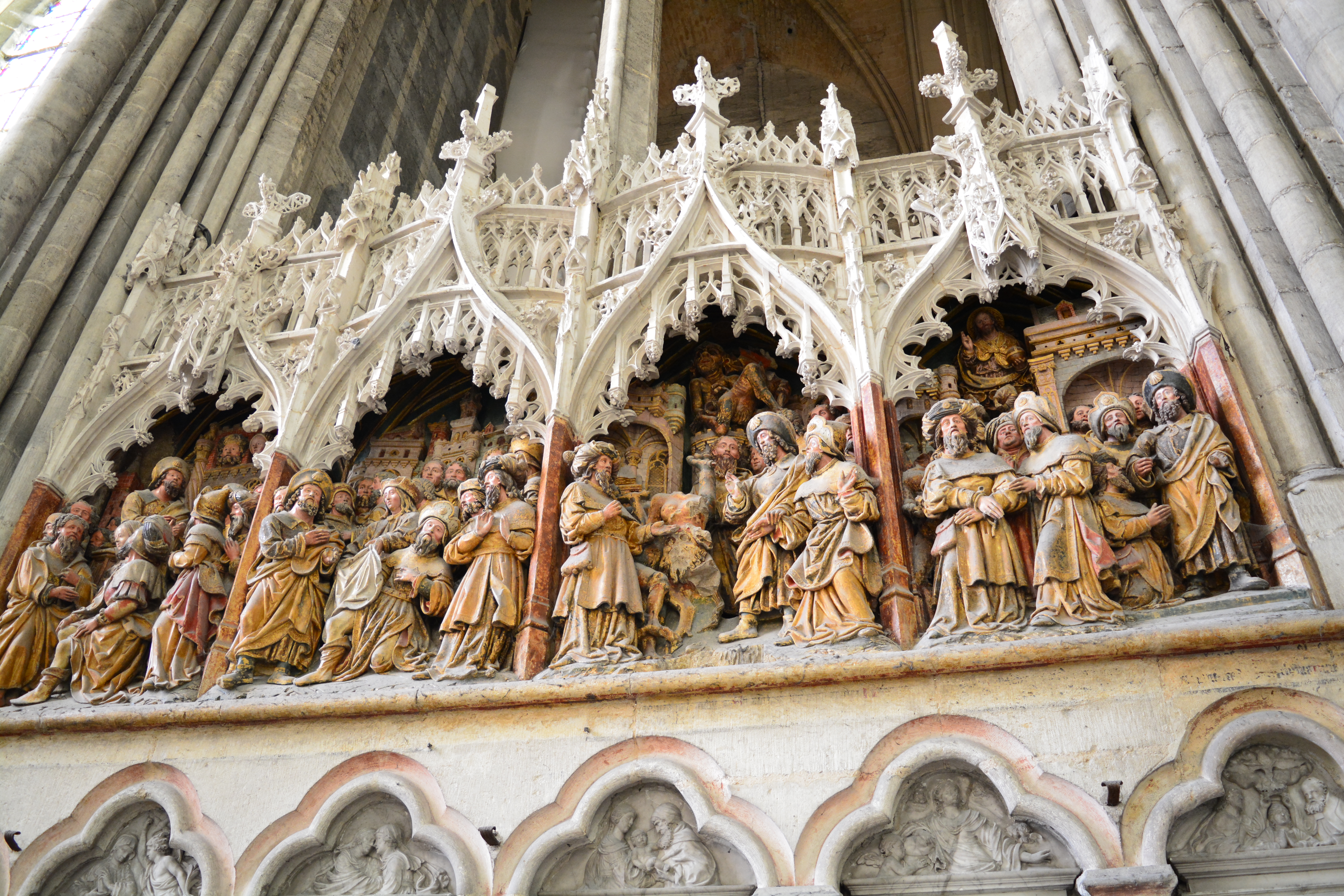
Reliefs du premier quart du XVIe siècle relatant quatre épisodes de la lutte de saint Jacques contre Hermogène, cathédrale d'Amiens.
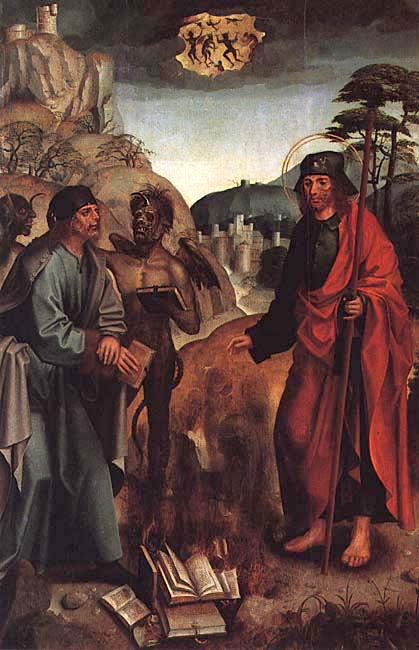
Maître de Lourinhã, Saint Jacques et Hermogène, vers 1520-1525, huile sur bois, 128 × 84 cm, Museu Nacional de Arte Antiga de Lisbonne.
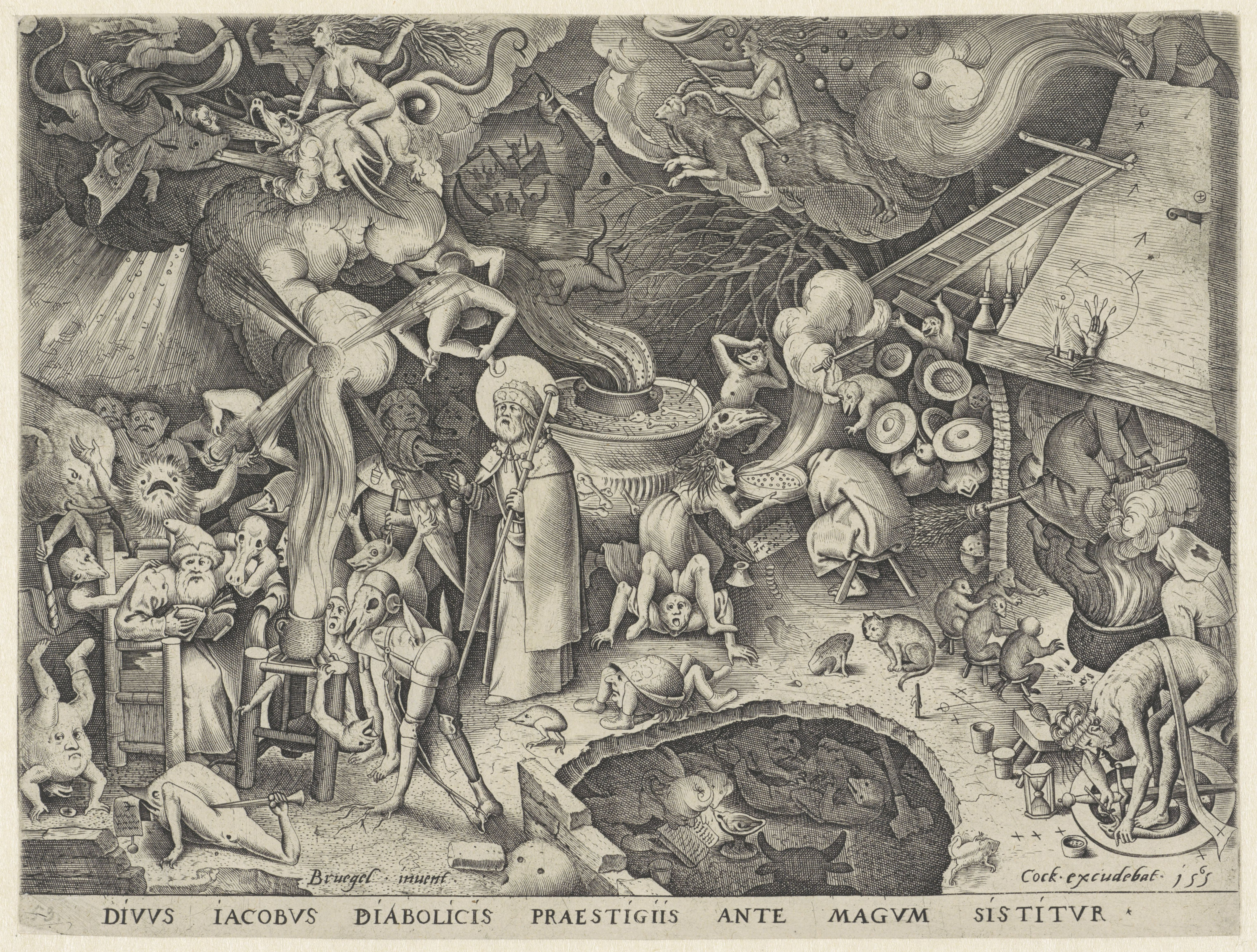
Saint Jacques et Hermogène, gravure de Pieter van der Heyden d'après Pieter Brueghel l'Ancien, Anvers, Jérôme Cock, 1565.
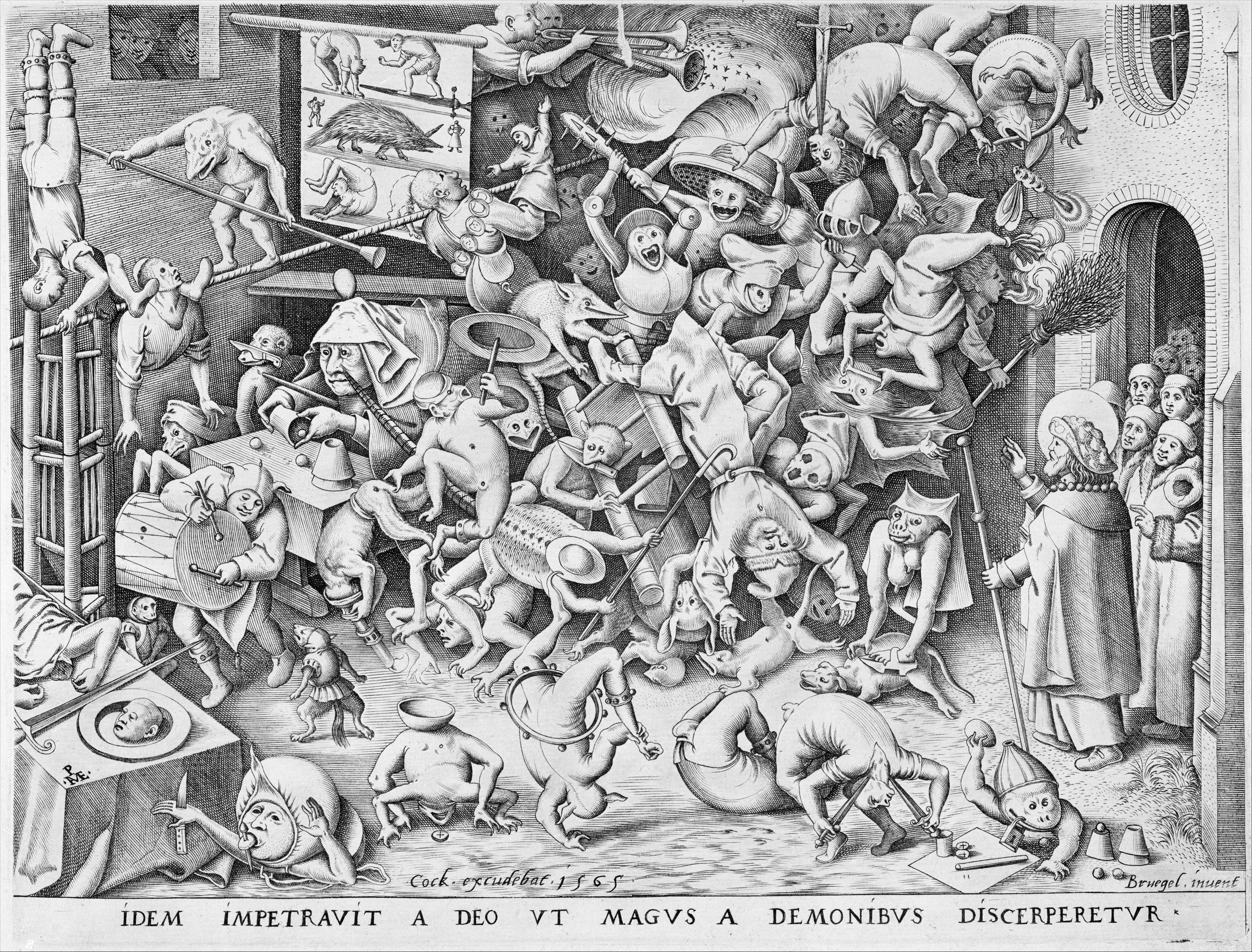
La Chute du magicien, gravure de Pieter van der Heyden d'après Pieter Brueghel l'Ancien, Anvers, Jérôme Cock, 1565.
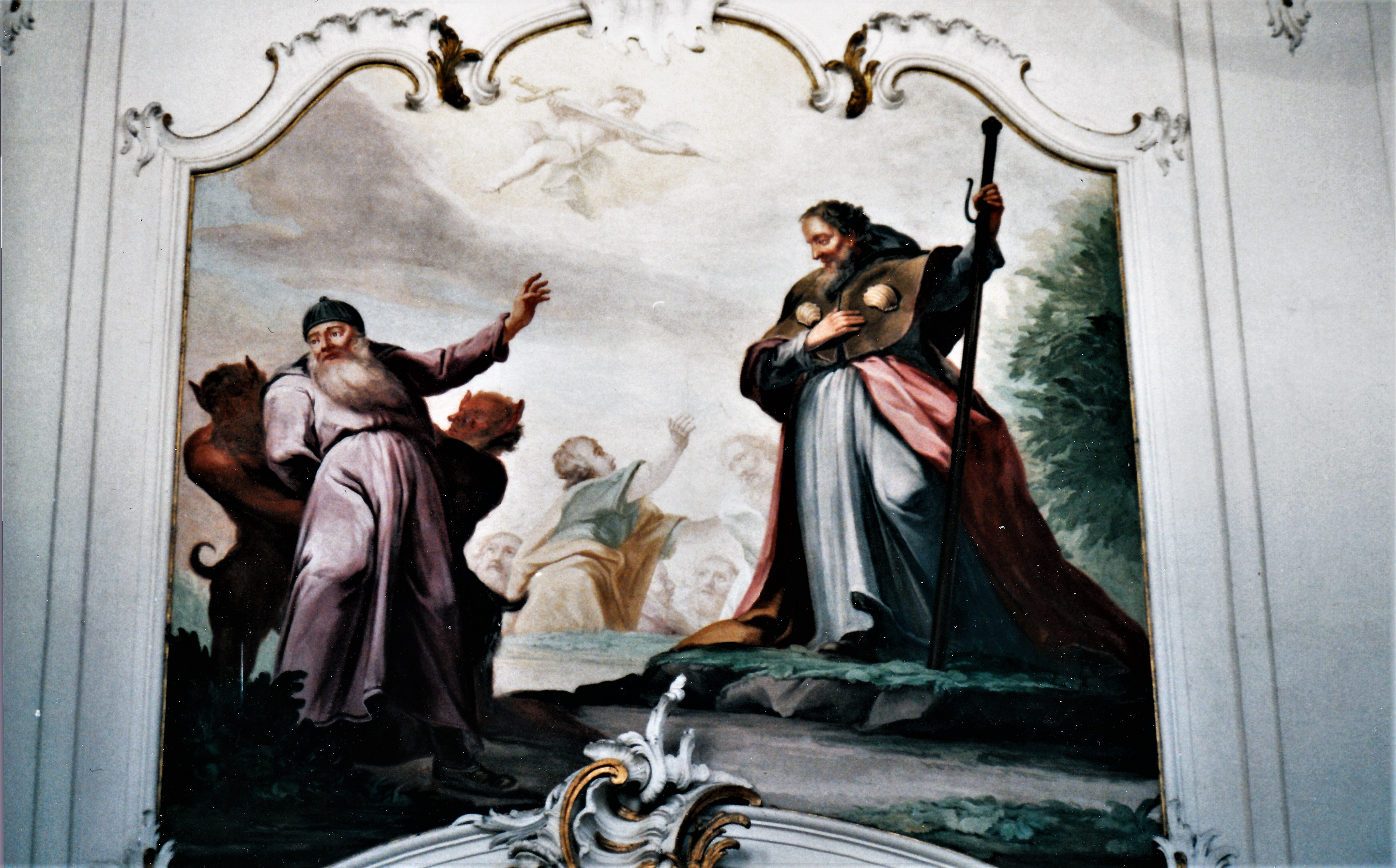
Johann Georg Dieffenbrunner (de), Saint Jacques et Hermogène, vers 1775, fresque, Gutenzell-Hürbel, église Saints-Cosme-et-Damien.
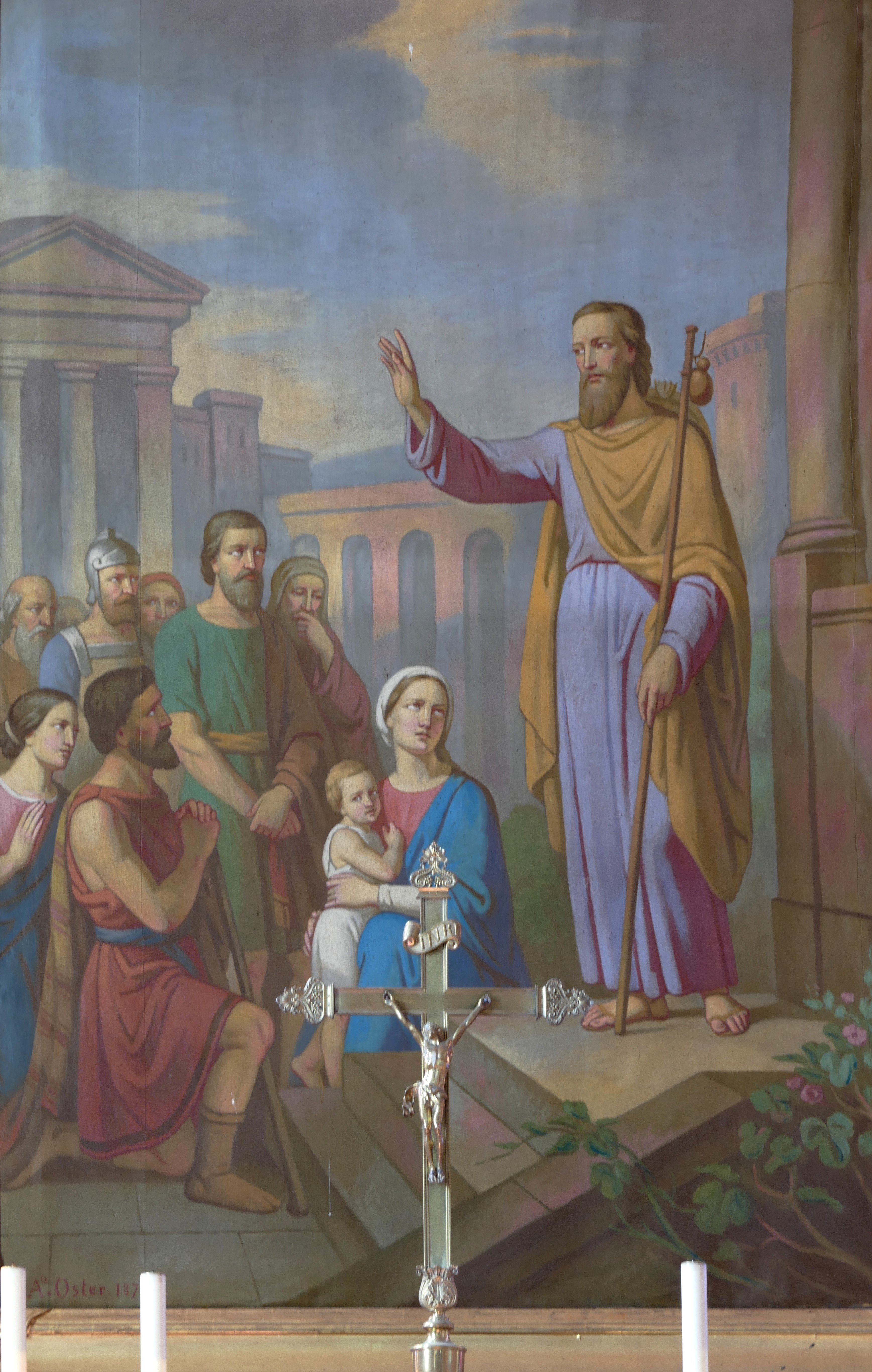
Albert Oster, Conversion et baptême de Hermogène, 1871, Niederrœdern, huile sur toile, église Saint-Jacques-le-Majeur.